# Walter De Donder
Walter De Donder (Hekelgem, 12 juli 1961) is een Vlaamse acteur en politicus voor CD&V.
Hij is onder andere bekend door zijn rollen in de Studio 100-series Samson en Gert als burgemeester Modest ("meneer de burgemeester") en Kabouter Plop (als de gelijknamige hoofdpersoon). Sinds 2011 is De Donder daadwerkelijk burgemeester van Affligem.

## Biografie
Op zijn vijftiende stopte De Donder met school en ging hij op leercontract bij een bakker in Aalst. Een jaar later, in 1976, ging hij aan de slag bij de NMBS als loopjongen bij het station van Denderleeuw. Later ging De Donder werken op het ministerie van Economische Zaken.
In zijn jeugd sloot De Donder zich aan bij de Chiro, waar hij van 1979 tot 1986 actief was als leider. Ondertussen was hij ook actief als acteur bij amateurtoneelkring Prutske in Hekelgem. Daarnaast had hij een eigen poppentheater dat Bibberlip heette. Bij Prutske werd hij ontdekt door regisseur Odilon Mortier, die zijn naam doorspeelde aan de bazen van de toenmalige BRT. De Donder kreeg af en toe een gastrolletje in BRT-programma's. Zo was hij in de eerste afleveringen van FC De Kampioenen af en toe te zien als speler van de ploeg.
Zijn doorbraak kwam er in 1990, toen hij door Hans Bourlon gevraagd werd om eenmalig de rol van de burgemeester te spelen in Samson en Gert. Meneer de burgemeester werd een vaste rol en De Donder kon van zijn hobby zijn werk maken. Vanaf 1997 speelde hij Kabouter Plop in de gelijknamige kinderserie, eveneens geproduceerd door Studio 100.
In 1996 speelde hij mee in een film met de titel God, verdomme!?. In 2000 trad hij als homo-agent op in het satirisch programma Brussel Nieuwsstraat, samen met Koen Crucke en Walter Baele, die ook meespelen in Samson en Gert.
Als lid van de Kristelijke Werknemersbeweging kwam hij in contact met de politieke partij CVP en opvolger CD&V. In 2000 raakte De Donder verkozen in de gemeenteraad van Affligem. In 2006 werd hij vanop de tweede plaats van de lijst herkozen. Er werd afgesproken dat hij tot eind 2010 als schepen zou zetelen onder burgemeester Yvan T'Kint. Op 1 januari 2011 nam hij vervolgens de burgemeesterssjerp over. Bij de gemeenteraadsverkiezingen in 2012 was hij lijsttrekker voor de Lijst van de Burgemeester (CD&V, sp.a, Groen en onafhankelijken) en werd opnieuw verkozen en kon in een coalitie met N-VA burgemeester blijven. Bij de verkiezingen van 2018 was De Donder opnieuw lijsttrekker voor de Lijst Burgemeester (zonder Groen deze keer). Zijn lijst ging erop vooruit en De Donder kreeg 2.600 voorkeursstemmen. De lijst sloot een coalitie met Open 2040, de plaatselijk Open Vld, waardoor De Donder burgemeester kon blijven.
Bij de verkiezingen van 25 mei 2014 bekleedde hij de vijfde plaats op de Vlaamse lijst van CD&V in Vlaams-Brabant. Hij werd niet verkozen. In 2019 was hij kandidaat voor de Kamer, maar raakte ook toen niet verkozen.
In oktober 2019 stelde hij zich kandidaat bij de voorzittersverkiezingen van CD&V. Tijdens zijn campagne wekte hij controverse door zijn uitspraken over migratie. Zo noemde hij Antwerpse en Brusselse wijken met overwegend niet-westerse bevolking 'ontvolkt'. Deze uitspraak deed verschillende commentatoren denken aan de 'omvolkingstheorie', een extreemrechtse complottheorie. Bij de eerste ronde van de voorzittersverkiezingen op 18 november 2019 eindigde hij op de derde plaats met 16 procent van de stemmen.
Toen zijn gemeente in januari 2024 te maken had met hoog water konden enige bewoners het niet verkroppen dat De Donder tijd nam om
zijn acteursrol als burgemeester te vervullen bovenop zijn taak als burgemeester van Affligem.
Bij de lokale verkiezingen van 2024 stond hij op de derde plaats op de provinciale lijst van zijn partij in Vlaams-Brabant en hij was lijsttrekker in zijn gemeente. Voor de provincie raakte hij niet verkozen, in zijn gemeente werd zijn partij opnieuw de grootste.

## Filmografie

### Televisie
- Samson en Gert (1990-2017) - Meneer de Burgemeester
- Samson en Gert (1990-1991 • 1999• 2002) - Basiel
- F.C. De Kampioenen (1990) - Voetballer
- F.C. De Kampioenen (1992) - Meneer Schepers
- Kabouter Plop (1997-heden) - Kabouter Plop
- Watte? (1999)
- Brussel Nieuwsstraat (2001-2002) - Verschillende rollen
- Sonic X (2004-2005) - Vector the Crocodile
- Zone Stad (2004) - Roel
- F.C. De Kampioenen (2006) - Inspecteur Kimpe
- Samson & Gert Winterpret (2014) - Meneer de Burgemeester
- Amigo's (2015) - Chauffeur
- Plop en de Peppers (2015) - Kabouter Plop
- Nachtwacht (2016) - De gezant
- Samson & Gert Zomerpret (2017) - Meneer de Burgemeester
- Plop & Felle (20 jaar Plop) (2017) - Kabouter Plop
- Ghost Rockers (2017) - Meneer Ballinck
- Zie mij graag (2017) - Chirurg
- Throwback Thursday in het Sportpladijs (2017) - Meneer de Burgemeester
- Samson en Marie (2020-heden) - Meneer de Burgemeester
- 25 jaar Studio 100 Concert (2021) - Meneer de Burgemeester & Kabouter Plop
- The Big Show (2022) - Kabouter Plop
- De Verraders (2023) - als zichzelf
- De Verraders: De Ronde Tafel (2023) - als zichzelf

### Film
- God, verdomme!? (1996)
- De Kabouterschat (1999) - Kabouter Plop
- Plop in de Wolken (2000) - Kabouter Plop
- Plop en de Toverstaf (2003) - Kabouter Plop
- Plop en Kwispel (2004) - Kabouter Plop
- Plop en het Vioolavontuur (2005) - Kabouter Plop
- Plop in de stad (2006) - Kabouter Plop
- Plop en de pinguïn (2007) - Kabouter Plop
- Samson & Gert: Hotel op stelten (2008) - Meneer de Burgemeester
- Plop en de kabouterbaby (2009) - Kabouter Plop
- Plop wordt Kabouterkoning (2012) - Kabouter Plop
- Sinterklaas en het Gouden Hoefijzer (2017) - Frank
- De Club van Sinterklaas & Het Grote Pietenfeest (2020) - Feestdirecteur

### Filmspecials
- Samson en Gert kerstshowspecial (2005) - Meneer de Burgemeester
- 10 jaar Plop (2007) - Kabouter Plop
- Samson & Gert de Kerstwens (2008) - Meneer de Burgemeester
- Plop en de Kabouterpaashaas (2010) - Kabouter Plop
- Samson & Gert en het Verrassingsfeest (2010) - Meneer de Burgemeester
- Plop en Prins Carnaval (2011) - Kabouter Plop
- Plop en de Kabouterkermis (2013) - Kabouter Plop
- Plop en de Wenssteen (2013) - Kabouter Plop
- Plop en het Ei (2014) - Kabouter Plop
- Plop en de Brandweerkabouter (2014) - Kabouter Plop

### Theatershows
- De Grote Samson Kerstshow (1991)- Burgemeester
- Samson Kerstshow 1992 (1992)- Burgemeester
- Verboden voor Schotten (1993)- Burgemeester
- Clowns en circuscapriolen (1994/1995)- Burgemeester
- De grote sprookjesshow (1995/1996)- Burgemeester
- Jacht op een schat (1996/1997) - Burgemeester
- Het speelgoedgeld (1997/1998) - Burgemeester
- Iedereen is ziek (1998/1999)- Burgemeester
- Plopshow I (1998/1999) - Kabouter Plop
- De Vanburalshow (1999/2000)- Burgemeester
- Plopshow II (1999) - Kabouter Plop
- Plopshow III (2000) - Kabouter Plop
- De koning en koningin komen (2000/2001)- Burgemeester
- Lalala Tour (2001/2002) - Kabouter Plop
- De mysterieuze taartengooier (2001/2002)- Burgemeester
- Plop en het kabouterfeest (2002/2003) - Kabouter Plop
- Sponkie, het spookje (2002/2003)- Burgemeester
- Kabouterkriebels (2003/2004) - Kabouter Plop
- Reis door de tijdmachine (2003/2004)- Burgemeester
- Plop en de Tovernootjes (2004/2005) - Kabouter Plop
- Wiwi, het vreemde wezentje (2004/2005)- Burgemeester
- Plop en de Treitertrol (2005/2006) - Kabouter Plop
- 15 jaar Samson (2005/2006)- Burgemeester
- Missen op zoek naar een man (2006/2007)- Burgemeester
- Plop en het muizenmeisje (2006/2007) - Kabouter Plop
- Circus (2007/2008)- Burgemeester
- Plop en de muziekkampioen (2008) - Kabouter Plop
- Plop en het bezoek van Pinki (2008/2009) - Kabouter Plop
- De (niet zo) magische kerstshow (2008/2009)- Burgemeester
- Plop en het circus (2009/2010) - Kabouter Plop
- De magische kerstbal (2009)- Burgemeester
- Plop gaat trouwen (2010/2011) - Kabouter Plop
- De 20e kerstshow (2010/2011)- Burgemeester
- Plop en de fopkampioen (2011/2012) - Kabouter Plop
- Samson teevee (2011/2012)- Burgemeester
- Vakantie vol verrassingen (2012/2013) - Kabouter Plop
- De grootste kerstshow ooit (2012)- Burgemeester
- Plop in de speelgoedwinkel (2013/2014) - Kabouter Plop
- Op reis naar het ijspaleis (2013)- Burgemeester
- Plop en het sprookjesboek (2014/2015) - Kabouter Plop
- De prinsessen van Prinsessia (2014/2015)- Burgemeester
- De 25e kerstshow (2015/2016)- Burgemeester
- Samson & Gert gaan naar Hollywood (2016/2017)- Burgemeester
- Burgemeester Pegel komt (2017/2018)- Burgemeester
- Het Plop-up restaurant (2018) - Kabouter Plop
- De Hondenshow (2018/2019)- Burgemeester
- De Afscheidshow (2019-2022) - Burgemeester
- Een nieuwe muts voor Plop (2022) - Kabouter Plop
- Samson en Marie kerstshow het theaterspookje (2022-2023) - Burgemeester
- Samson en Marie kerstshow (2023-2024) - Burgemeester
- De knuffelbeer (2024) - kabouter Plop

### Videoclips
- Er Zit Meer in Een Liedje (1991) - Burgemeester
- Gert & Samson (1992) - Burgemeester
- 10 Miljoen (1992) - Burgemeester
- De Bel Doet Het Niet (1993) - Burgemeester
- Ik Ben Verliefd (1993) - Burgemeester
- Repeteren (1993) - Burgemeester
- In Het Oerwoud (1994) - Burgemeester
- Wij Zijn Bij De Brandweer (1994) - Burgemeester
- In De Disco (1995) - Burgemeester
- Wereldberoemd (1995) - Burgemeester
- Joebadoebadoe (1995) - Burgemeester
- Wie Gaat Er Mee (1996) - Burgemeester
- Aap in Huis (1996) - Burgemeester
- Mac Samson & Mac Gert (1996) - Burgemeester
- Jimmy De Cowboy (1997) - Burgemeester
- Vrolijke Vrienden (1997) - Burgemeester
- Wij Willen Voetballen (1998) - Burgemeester
- S.O.S (1998) - Burgemeester
- Roeien (1999) - Burgemeester
- Mexico (1999) - Burgemeester
- Storm Op Zee (1999) - Burgemeester
- Bowlen (2000) - Burgemeester
- Vooruit (2000) - Burgemeester
- De Pruikentijd (2000) - Burgemeester
- Vrienden Voor Het Leven (2008) - Burgemeester
- Droom (2009) - Burgemeester
- Wij Gaan Vliegen (2013) - Burgemeester
- Zwaaien (2014) - Burgemeester
- Kerstmis, Kerstmis (2014) - Burgemeester
- Tingelingeling (2014) - Burgemeester
- Hiep Hiep Hiep Hoera (2015) - Burgemeester
- Kerst Voor Iedereen (2015) - Burgemeester
- Kei Kei Leuke Zomer (2016) - Burgemeester
- Vrede Op Aarde (2016) - Burgemeester
- Zigge Zagge Zomer (2017) - Burgemeester
- Samson Is A Dj (2017) - Burgemeester
- Lieve Kerstman (2017) - Burgemeester
- Handen Hoog (2018) - Burgemeester
- Warm (2019) - Burgemeester
- Het Allerlaatste Liedje (2019) - Burgemeester
- De Antillen (2023) - Burgemeester
- Bibberlip (2023) - Burgemeester

## Politieke loopbaan
- 2000-heden: gemeenteraadslid in Affligem
- 2011-heden: burgemeester van Affligem
- 2019: kandidaat-voorzitter voor CD&V